# Hamvasszárnyú viharfecske
A hamvasszárnyú viharfecske (Oceanodroma furcata) a madarak (Aves) osztályának viharmadár-alakúak (Procellariiformes) rendjébe, ezen belül a viharfecskefélék (Hydrobatidae) családjába tartozó faj.

## Előfordulása
A hamvasszárnyú viharfecske előfordulási területe az Észak-Amerikától nyugatra eső csendes-óceáni rész. Az Aleut-szigetektől kezdve, Kaliforniáig több helyen is megfigyelhető.
A költőterületeire behurcolt macskák és patkányok, nagy veszélyt jelentenek számára.

## Alfajai
- Oceanodroma furcata furcata
- Oceanodroma furcata plumbea

## Megjelenése
A fej-testhossza 20–23 centiméter között van, míg szárnyfesztávolsága 46 centiméter. A torka, begye és farktollainak alsó fele, világos kékesszürkék; a szárnyai sötétebbek. Farktollai villásan állnak. A csőre és lábai feketék. A szeme körüli tollazat is, általában fekete. A nemek között nincs különbség. A csőrén az orrnyílásai, cső alakú, szarunemű nyúlványba vannak foglalva; itt nyomja ki a fölös sót, melyet táplálkozás közben vett fel.

## Életmódja
A nyílt vizeken él; csak a költési időszakban keresi fel a szárazföldet. A tápláléka kisebb halakból, gerinctelenekből és planktonból tevődik össze. Táplálékát vagy röptében kapja el, vagyis repülés közben dugja be a csőrét a vízbe, vagy pedig leszáll a vízfelszínére és nyugodtabban kutat a zsákmánya után.

## Szaporodása
Fészkét földalatti üregekbe készíti. A fészekalj egy darab fehér tojásból áll.

## Képek

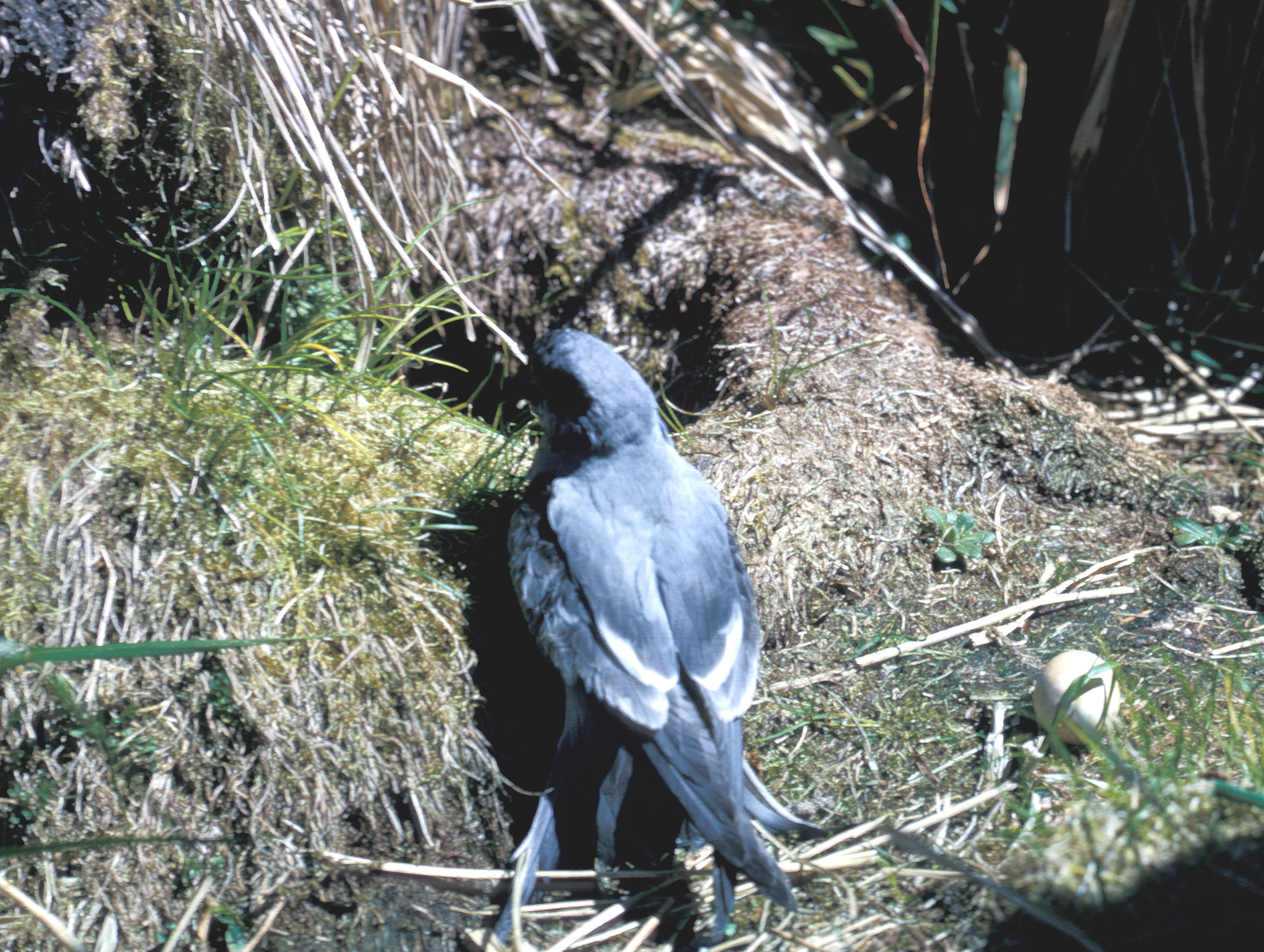
Felnőtt madár az üregnél
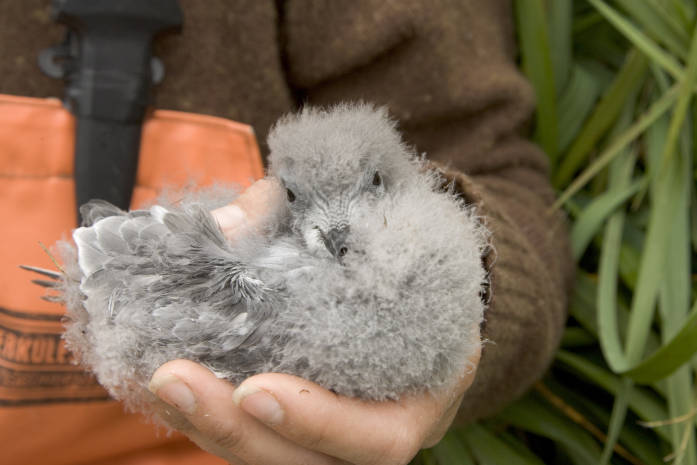
A fióka
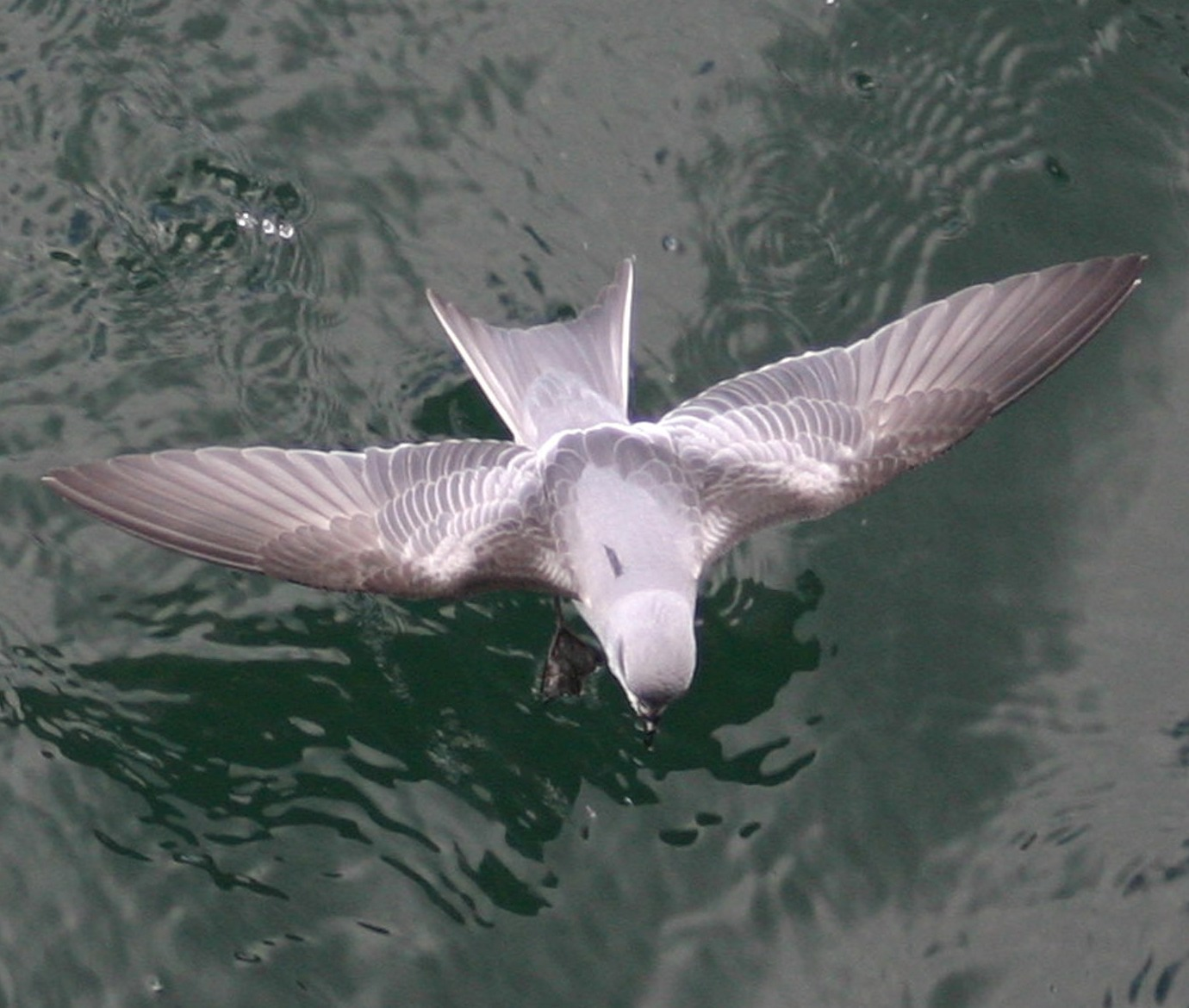
Röptében